# Aukra kommun
Aukra kommun (norska: Aukra kommune) är en kommun i Møre og Romsdal fylke i västra Norge. Kommunens centralort är tätorten Aukra.
En gasterminal för att ta emot naturgasen från Ormen Lange-fältet har byggts vid Nyhamna på ön Gossa. Den exporteras vidare, huvudsakligen till Storbritannien.

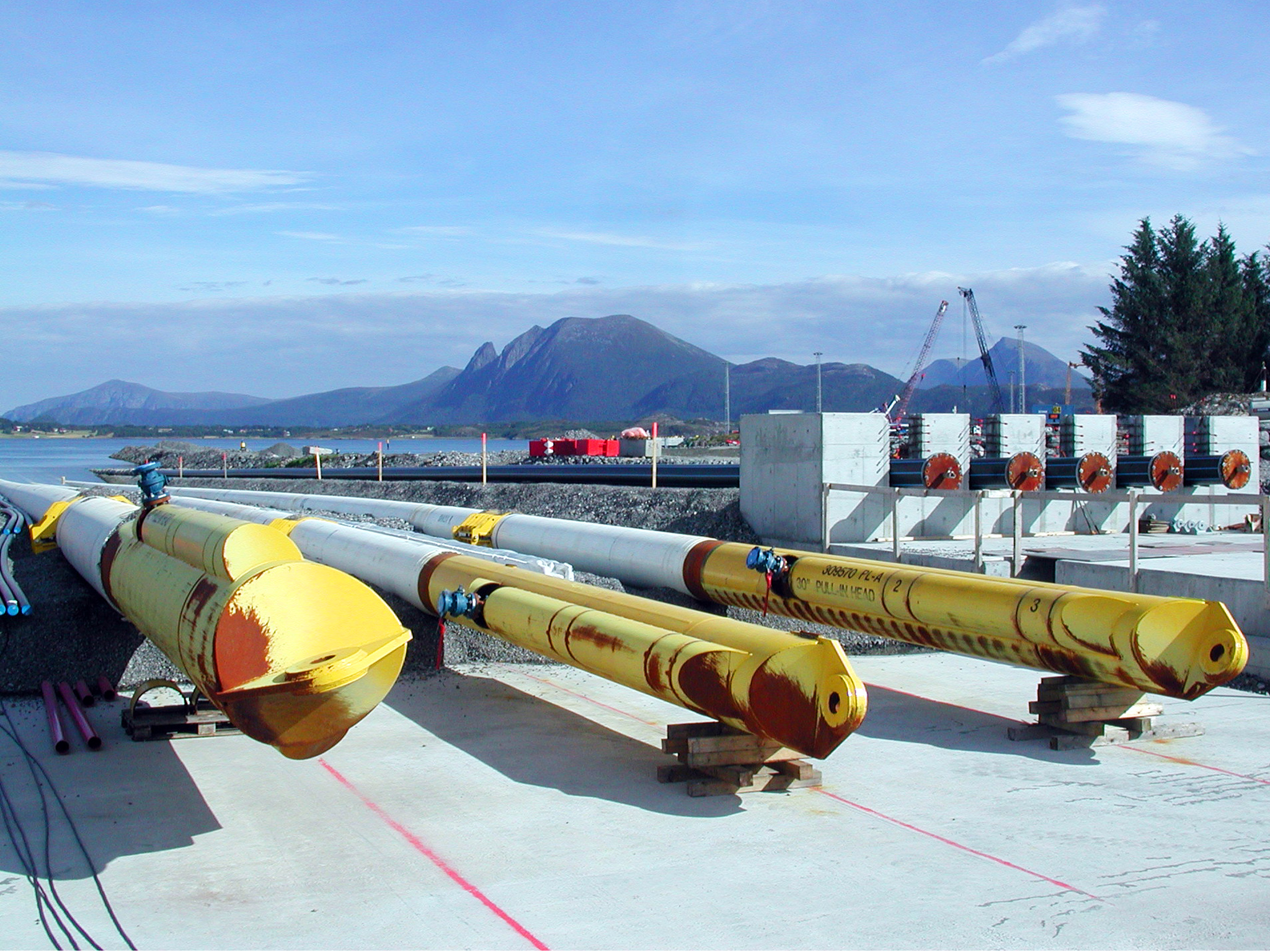
Rörledningarna med naturgas från Ormen Lange-fältet innan de kopplades till gasterminalen.

## Administrativ historik
När Norges kommuner etablerades som formannskapsdistrikt år 1837 fanns en kommun med namnet Akerø, som dock omfattade ett något annorlunda område. Den delades första gången 1867 när Sandøy kommun bildades. Den delades andra gången 1924 i Nord-Aukra och Sør-Aukra kommuner.
1964 överfördes ett område med 77 invånare från Nord-Aukra kommun till Molde kommun. 1965 uppgick Sør-Aukra kommun i Midsunds kommun samtidigt som Nord-Aukra kommun bytte namn till Aukra kommun.
I samband med kommunreformen 2020 överfördes den bebodda ön Orten och några närliggande obebodda öar från Sandøy kommun.

## Tätorter
Det finns två mindre tätorter i kommunen, Aukra (med 817 invånare) som är centralort och belägen på ön Gossa samt Hollingen (med 347 invånare) på fastlandet. 
Orten Varhaugvika har tidigare räknats som en tätort men uppfyller inte längre kriterierna.

## Socknar
Inom Norska kyrkan motsvaras Aukra kommun av Aukra socken i Molde domprosteri i Møre stift.